# بيل روجرز (سياسي)
بيل روجرز (بالإنجليزية: Bill Rogers)‏ هو سياسي أمريكي، ولد في 4 يوليو 1954 في ليما في الولايات المتحدة. حزبياً، نشط في الحزب الجمهوري. وقد انتخب عضو مجلس نواب ميشيغان ‏.